# Kàmianets-Podilski

Escut històric

Kàmianets-Podilski (ucrainès: Ка́м'янець-Поді́льський, Kàmianets-Podilski; rus: Каменец-Подольский, Kàmienets-Podolski, armeni: Կամիանեց-Պոդոլսկ, polonès: Kamieniec Podolski) és una ciutat d'Ucraïna a la vora del riu Smótrytx, afluent del Dnièster.
Fins a 1941 fou la capital de l'óblast de Khmelnitski (Хмельницька область Khmelnytska óblast); actualment la ciutat és la capital del districte (raion) de Kàmianets-Podilski, dins l'óblast de Khmelnitski (capital Khmelnitski des de 1941). La població estimada és de 99.068 habitants (2006). La superfície de la ciutat és de 27,84 km².
El nom deriva de kàmin’ (ка́мiнь), que vol dir "pedra", tant en eslau antic com en ucraïnès modern, i de Podòlia o Podíl·lia (ucraïnès: Поділля, Podíl·lia, o Подільська земля, Podilska Zemlià, polonès: Podole, llatí i romanès: Podolia) de la que és considerada la capital històrica. El nom és conegut de manera diferent segons els llenguatges: polonès Kamieniec Podolski, rus Каменец-Подольский Kàmienets-Podolsky, romanès Cameniţa, turc Kamaniçe (antiga transcripció Kamaniča), llatí Camenecium, yiddish: קאַמענעץ Kamenets

## Història
Hauria estat fundada pels dacis i l'establiment hauria portat el nom de Petridava o Klepidava, originat en el grec petra o el llatí lapis que vol dir "pedra" i "dava" que vol dir ciutat en llengua dàcia.
No és esmentada fins al 1062 com a ciutat del gran principat de Rus' de Kýiv, l'antic nom d'Ucraïna. El 1241 fou destruïda pels mongols. El 1352 fou incorporada a Polònia pel rei Casimir III i va esdevenir capital de la voivoda de Podòlia i seu de l'administració civil i militar. El castell fou reconstruït i ampliat pels reis polonesos com a defensa del sud-oest contra els otomans i tàrtars.
Els otomans es van presentar davant la ciutat el [1633] però no la van ocupar. La ciutat de Proskúriv (nom de Khmelnitski fins al 1954) es va revoltar (1648-1658) i la comunitat jueva fou especialment afectada per les exaccions dels cosacs i els atacs tàtars.
En la poloneso-turca de 1672 a 1678, la ciutat fou ocupada el primer any de guerra pel gran visir Ahmed Köprülü i aconseguint la màxima extensió de l'imperi. En el tractat de Bakhchisarai de 1676, la regió fou cedida a l'Imperi Otomà i va formar l'eyalat de Podíl·lia. Per compensar el tractat el rei Jan III Sobieski va construir una fortalesa propera anomenada Okopy Świętej Trójcy ("Les trinxeres de la Santíssima Trinitat").

En 1684 la Confederació de Polònia i Lituània va entrar en la guerra recuperant Podolia tret de la fortalesa de Kàmianets, que quedaria assetjada en 1684 i 1687 En 1699 la ciutat fou retornada a Polònia en el regnat d'August II de Polònia el Fort, pel tractat de pau de Karlowitz que va posar fi a la guerra de la Santa Lliga (1684-1699) i durant la qual la fortalesa havia quedat assetjada. La fortalesa fou ampliada i fou considerada la més poderosa de la confederació de Polònia-Lituània. A les ruïnes que es conserven encara es veuen bales de canó disparades en els diferents setges o atacs que va patir.

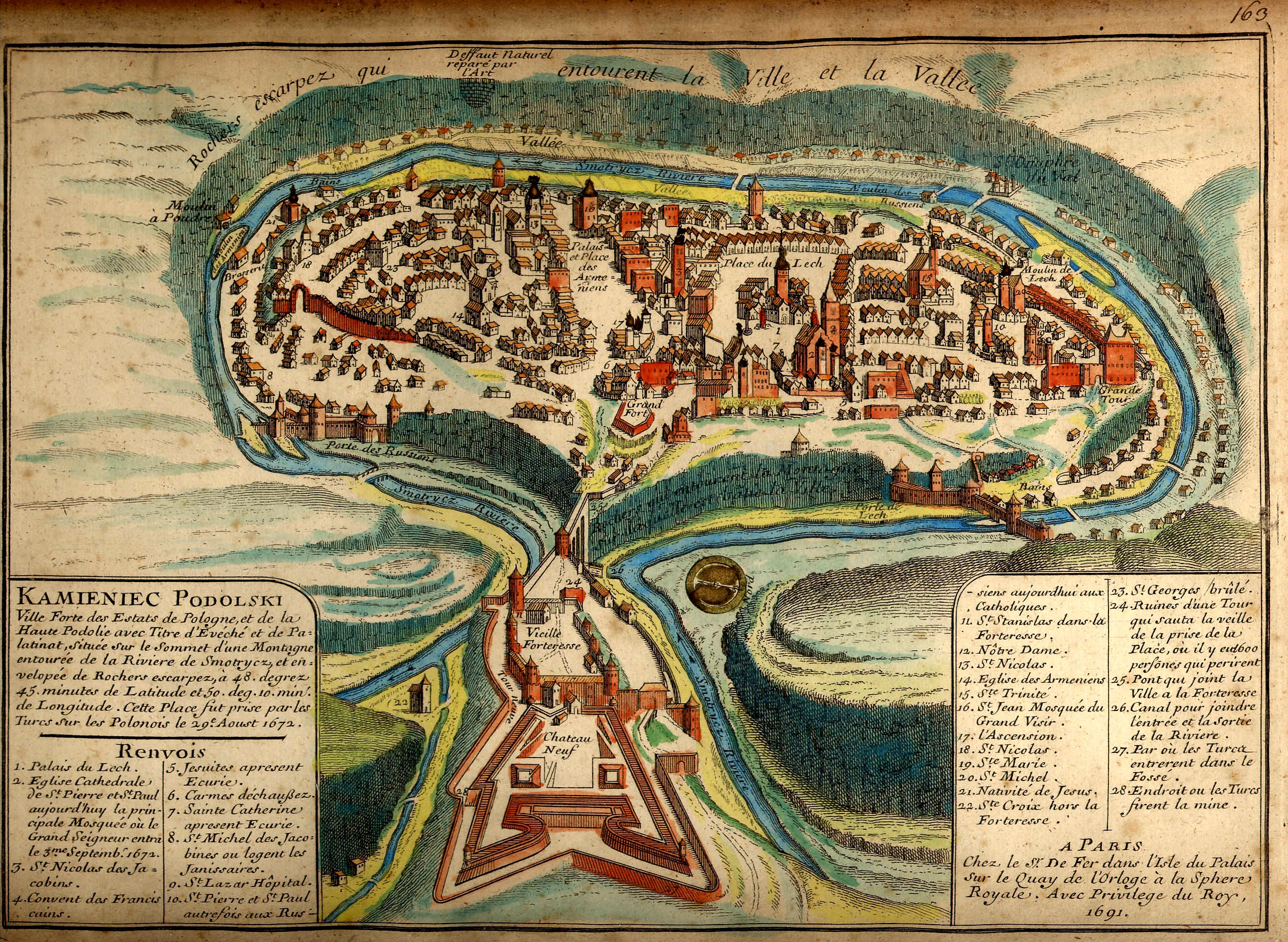
Mapa de 1691

A la meitat del segle xviii fou teatre de l'enfrontament entre jueus talmúdics i francs; la ciutat fou residència del bisbe Dembowski, que donava suport als segons i va fer cremar públicament el Talmud, sentència que es va fer efectiva als carrers el 1757.
Després de les particions de Polònia el 1793, la ciutat va pertànyer a l'Imperi Rus i fou capital del govern de Podòlia (Podolskaya Guberniya). El tsar Pere I el Gran va visitar la fortalesa dues vegades. En una de les torres va estar presoner al començament del segle xix el destacat líder camperol rebel Ustym Karmeliuk, que es va escapar tres vegades. A la segona meitat del segle xix molts jueus van emigrar als Estats Units especialment a Nova York.
El 1915, durant la I Guerra Mundial, fou ocupada pels austríacs. Amb la descomposició de l'Imperi Rus el 1917 la ciutat va passar a mans dels diversos poders sorgits a Ucraïna fins a l'establiment de la República Socialista Soviètica d'Ucraïna el 1922. Durant la guerra civil, quan els bolxevics van dominar Kýiv, Kàmianets-Podilski fou la capital del Directori d'Ucraïna. En la guerra sovièticopolonesa (1920-1921), l'exèrcit polonès va ocupar la ciutat però pel tractat de Riga de 1921 fou reconeguda a la República Socialista Soviètica d'Ucraïna. Poc després Kàmianets-Podilski fou declarada capital de l'óblast de Kàmianets-Podilski, fins que el 1941 la capital fou traslladada a Proskúriv (després Khmelnitski). En aquestos anys hi hauria hagut repressió especialment contra jueus, armenis i polonesos. El desembre de 1927, a causa de la col·lectivització, es va informar de revoltes de camperols i treballadors a les ciutats ucraïneses de Mohyliv-Podilski, Kàmianets-Podilski, i la ciutat moldava de Tiraspol o Tyràspil, entre d'altres, però les revoltes foren reprimides per les autoritats. Aquestos fets foren negats per la Unió Soviètica. El 1941 la ciutat fou ocupada pels alemanys. A la rodalia de Kàmianets-Podilski es va produir una massacra de jueus el 27 i 28 d'agost de 1941; en dos dies foren assassinats 23.600 jueus, molts d'ells hongaresos i altres poloneses.

## Llocs d'interès

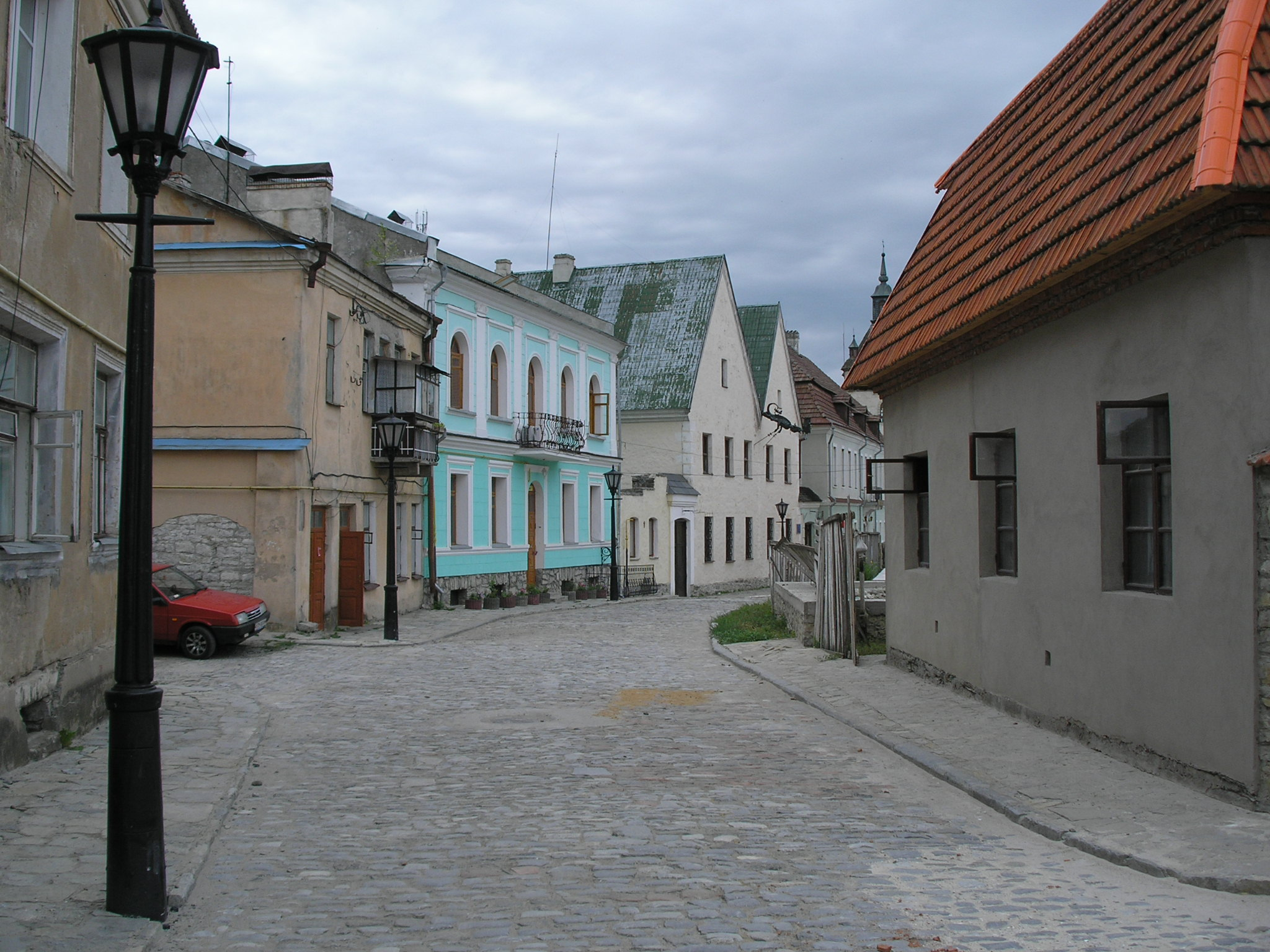
carrer antic

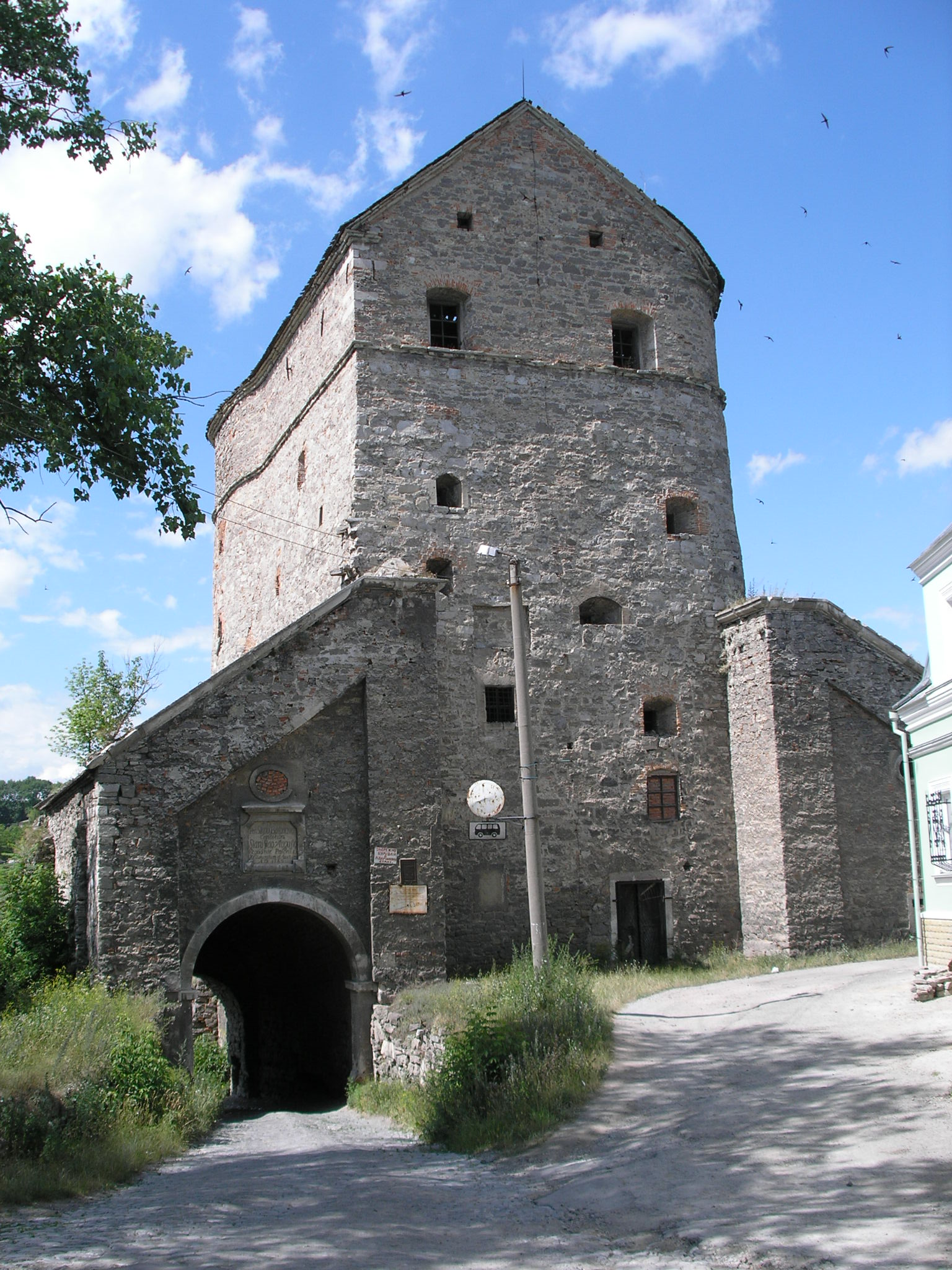
Porta de Batory

- El castell
- El barri antic
- Catedral de Sant Pere i Sant Pau
- Ajuntament
- Fortificacions
- Esglésies de fusta

## Esdeveniments Anuals o Periòdics
- Terra heroica - festival de música, recreació històrica i literatura
- Cada any se celebren els Jocs Cosacs (Kozatski zabavy) i festivals que inclouen un concurs de globus, carreres de cotxes, músiques, representacions dramàtiques i altres, dirigides principalment als turistes.

## Persones il·lustres
Els principals personatges nascuts o relacionats amb la ciutat són:
- Leonid Stein (Леоні́д Заха́рович Штейн) - Gran Mestre d'escacs
- Nikolai Txebotariov (Николай Григорьевич Чеботарёв, conegut en anglès com a Chebotaryov; en alemany: Tschebotarjow; etc.), matemàtic autor del teorema de densitat de Txebotariov
- José Antonio Saravia, un general espanyol al servei de l'imperi Rus (1785-1871) que s'hi va casar i hi va viure.
- Méndele Móikher-Sfórim (ucraïnès: Ме́нделе Мо́йхер-Сфо́рім; jiddisch: מענדעלע מוכר ספֿר), pseudònim de Xolem Iànkev Abramovitx (jiddisch en lletres llatines: Sholem Yankev Abramovich, al passaport: Соломон Мойсейович Абрамович), gran escriptor jueu ucraïnès que escrivia en hebreu i jiddisch. Hi va viure un temps abans d'anar a Berdýtxiv i després Odessa. Considerat un dels 3 clàssics més importants de la literatura jiddisch.
- Serguei Gorxkov. gran almirall de la Flota soviètica.

## Agermanaments
Kàmianets-Podilski esta agermanada amb:
- Kalisz, Polònia (des de 1993)[9]